# Laccornini
Laccornini es una tribu de coleópteros adéfagos de la familia Dytiscidae. Tiene un único género, Laccornis.

## Especies
- Laccornis breviusculus	Gschwendter 1935
- Laccornis conoideus	(LeConte 1850)
- Laccornis copelatoides	(Sharp 1882)
- Laccornis deltoides	(Fall 1923)
- Laccornis difformis	(LeConte 1855)
- Laccornis etnieri	Wolfe & Spangler 1985
- Laccornis kocai
- Laccornis latens	(Fall 1937)
- Laccornis lugubris	(Aube 1838)
- Laccornis nemorosus	Wolfe & Roughley 1990
- Laccornis oblongus	(Stephens 1835)
- Laccornis pacificus	Leech 1940
- Laccornis schusteri	Wolfe & Spangler 1985
- Laccornis sigillatus	Guignot 1955